# Parliament Hill (London)
Parliament Hill ist ein Hügel im südöstlichen Teil des Parkes Hampstead Heath im Nordwesten Londons. 
Der östliche Abschnitt (Highgate) wird gemeinhin „Parliament Hill Fields“ genannt. Die Mädchenschule dieser Gegend, Parliament Hill School, wurde nach ihr benannt. Früher bekannt als „Traitors’ Hill“, bekam sie den derzeitigen Namen während des Englischen Bürgerkrieges, als sie von Parlamentstruppen besetzt wurde. Der Hügel (mit 98 m niedriger als der größte Teil von Hampstead Heath) ist nicht, wie der Name vermuten lassen könnte, Standort des Parlamentsgebäudes. Dieses befindet sich 6 km südlich in Westminster, jedoch hat man einen guten Blick dorthin.
Rund um den Hügel befindet sich ein öffentlicher Park, der auch auf speziell ausgewiesenen Radwegen befahren werden kann. Der Hügel selbst wird aufgrund der günstigen und relativ starken Winde häufig zum Steigenlassen von Drachen genutzt. Er bietet bei klarem Wetter einen Blick über einen großen Teil von London (Canary Wharf, London Eye, Palace of Westminster) und ist daher auch bei Touristen beliebt. Mit öffentlichen Verkehrsmitteln ist der Park von den U-Bahn-Stationen Hampstead (1,5 km westlich) oder Tufnell Park (1,5 km östlich) über Fußweg zu erreichen, aber der Bahnhof Gospel Oak ist näher.